# (12414) Bure
(12414) Bure – planetoida z pasa głównego asteroid okrążająca Słońce w ciągu 3 lat 283 dni w średniej odległości 2,42 j.a. Odkryta 26 września 1995 roku. Przed nadaniem nazwy planetoida nosiła oznaczenie tymczasowe (12414) 1995 SR29